# Lanudinus
Lanudinus, auch Lauduinus, Landulnus, Landoninus und Landwinus, († 14. September 1100 in Ravenna) war ein Kartäusermönch und Nachfolger des heiligen Bruno von Köln, als dieser vom Papst nach Rom gerufen wurde. Er war der zweite Prior der Grande Chartreuse. Er ist von Mönch Lanvinus, dem Normannen, zu unterscheiden, der zur gleichen Zeit Prior in der Kartause Santo Stefano del Bosco war.
Lanudinus war ein Thuscier aus der Stadt Lucca. Er gehörte zu den sechs Gefährten, die mit Bruno den Orden gründeten. Als Bruno die Karthause 1090 verließ, wurde er Prior der Grande Chartreuse. Als er 1099 oder 1100 Bruno in Squillace besuchte, wollte Bruno, dass er bei ihm bleibe. Er machte sich aber auf den Rückweg mit einem Brief an die Brüder der Grande Chartreuse. Auf dem Rückweg kam er in die Hände von Gegenpapst Clemens III. Er sollte Papst Paschalis II. abschwören, tat es aber nicht. Er soll am 14. September  1100 in Ravenna nach Misshandlungen gestorben sein und wurde in der Kapelle St. Andreas begraben.
In der Mart. Gallic. von Saussayus wird er als Märtyrer und Heiliger bezeichnet. Bei Ferrarius ist er nur ein Seliger.